# 罗伯特·戈登大学
羅伯特戈登大學（Robert Gordon University，简称RGU），是一所位於蘇格蘭阿伯丁的公立大学。成立於1992年，但歷史可追溯到18世紀羅伯特·戈登創建的教育機構。
根據2013年《泰晤士優秀大學指南》，羅伯特戈登是英國最佳新大學，同年的《衛報大學指南》則將其評為蘇格蘭最好的現代大學，全英國則排在第55。近年其畢業生就業率及繼續接受教育率超過97%。

## 校區

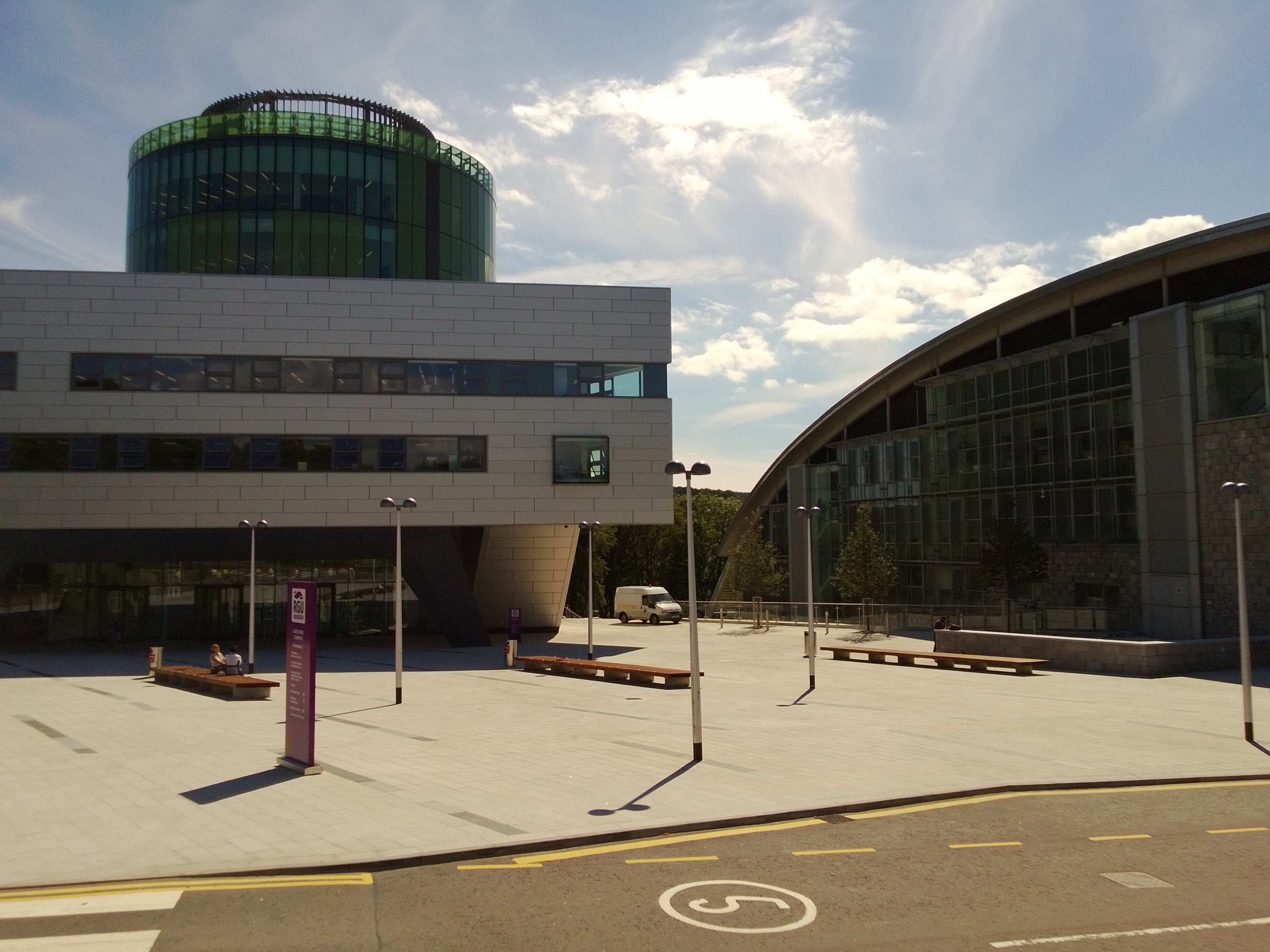
大學廣場

該大學只有一個校區，位於阿伯丁西南郊的Garthdee。其面積為23公頃（57英畝）。

## 學術

### 学院
罗伯特哥顿大学下设：阿伯丁商学院、社会卫生学院和设计技术学院三个学院。

### 排名
它在英國國內排在80位左右，但2017年有四個學科（醫療衛生、新聞、建築和藥劑學）排在蘇格蘭第一。

## 外部連結
- Robert Gordon University website （页面存档备份，存于）
- RGU Student Association （页面存档备份，存于）